# Guarea cristata
Guarea cristata là một loài thực vật thuộc họ Meliaceae. Loài này có ở Brasil và Peru.